# Villers-Saint-Frambourg-Ognon
Villers-Saint-Frambourg-Ognon est une commune nouvelle française située dans le département de l'Oise, en région Hauts-de-France. Elle résulte de la fusion — au 1er janvier 2019 — des communes de Villers-Saint-Frambourg et Ognon.

## Géographie

### Localisation
Villers-Saint-Frambourg-Ognon est située entre la lisière sud-est de la forêt d'Halatte et la limite nord-ouest de la plaine agricole du Valois, sur le tracé de l'ancienne route nationale 32, l'actuelle D 932a.
Elle est située à 48 km au nord-est de Paris, 45 km au sud-est de Beauvais et à 7 km au nord-est de Senlis.
Le sud du territoire communal est tangenté par l'autoroute A1.

### Communes limitrophes
| Pont-Sainte-Maxence | Pontpoint                     | Villeneuve-sur-Verberie           |
| Fleurines           | Villers-Saint-Frambourg-Ognon | Brasseuse Villeneuve-sur-Verberie |
| Chamant             | Barbery                       |                                   |

### Hameaux et écarts
Outre le chef-lieu, situé à Villers-Saint-Frambourg, la commune nouvelle compte deux hameaux, Ognon, qui a été indépendant jusqu'en 2019, et La Roue qui tourne.

### Hydrographie

#### Réseau hydrographique
La commune est située dans le bassin Seine-Normandie. Elle est drainée par l'Aunette et le fossé de Derrière les Murailles,,.
L'Aunette, d'une longueur de 14 km, prend sa source dans la commune de Rully et se jette  dans la Nonette à Senlis, après avoir traversé six communes.

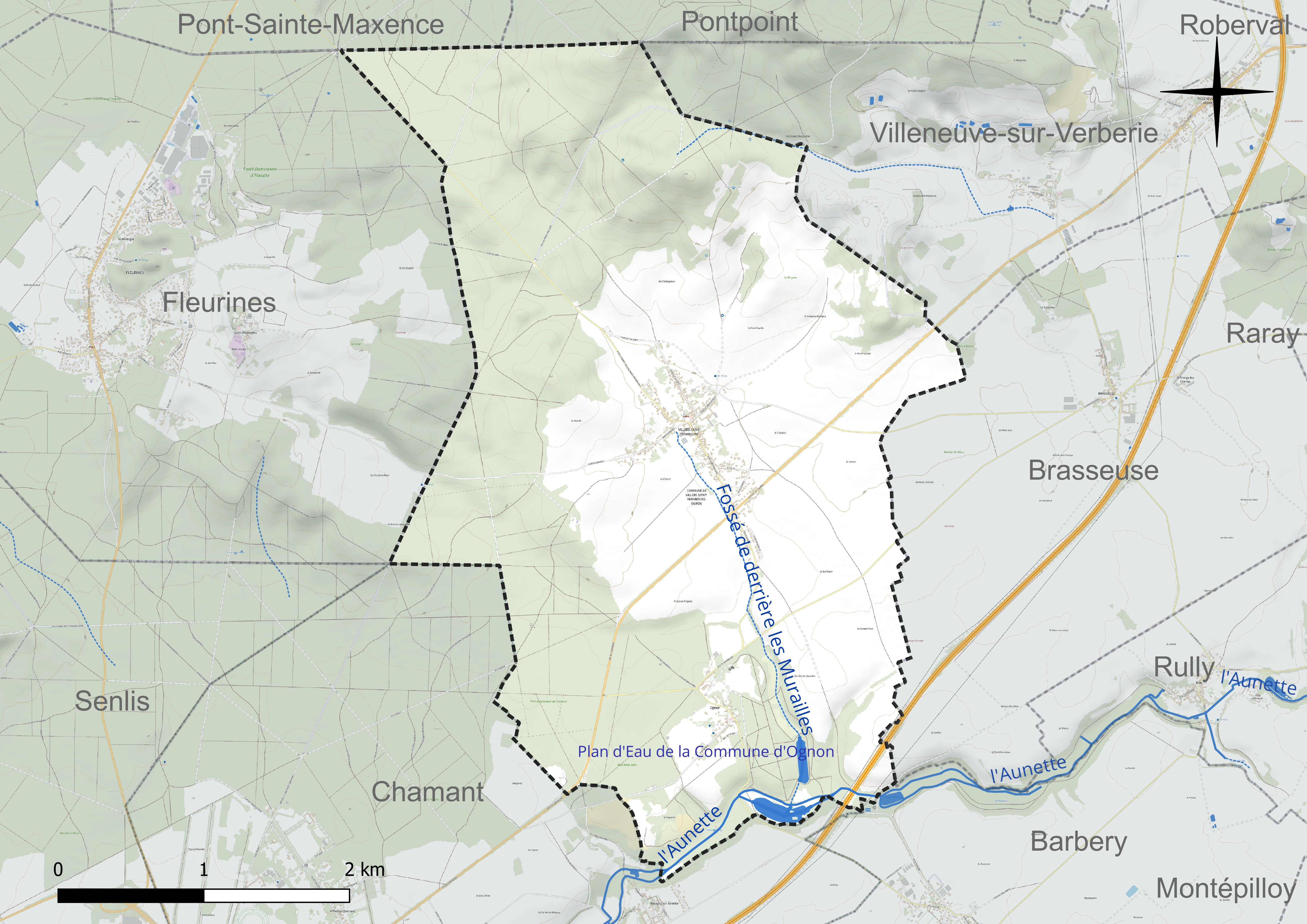
Réseau hydrographique de Villers-Saint-Frambourg-Ognon.

Un plan d'eau complète le réseau hydrographique : le plan d'eau de la commune d'Ognon (1,8 ha),.

#### Gestion et qualité des eaux
Le territoire communal est couvert par le schéma d'aménagement et de gestion des eaux (SAGE) « Sensée ». Ce document de planification concerne un territoire de 413 km2 de superficie, délimité par le bassin versant de la Nonette et de ses deux principaux affluents, la Launette et l'Aunette. Le périmètre a été arrêté le 3 avril 1998 et le SAGE proprement dit a été approuvé le 28 juin 2006, puis révisé le 15 décembre 2015. La structure porteuse de l'élaboration et de la mise en œuvre est le syndicat Interdépartemental du SAGE de la Nonette.
La qualité des cours d'eau peut être consultée sur un site dédié géré par les agences de l'eau et l'Agence française pour la biodiversité.

### Climat
Pour des articles plus généraux, voir Climat des Hauts-de-France et Climat de l'Oise.
En 2010, le climat de la commune est de type climat océanique dégradé des plaines du Centre et du Nord, selon une étude du CNRS s'appuyant sur une série de données couvrant la période 1971-2000. En 2020, Météo-France publie une typologie des climats de la France métropolitaine dans laquelle la commune est dans une zone de transition entre le climat océanique et le climat océanique altéré et est dans la région climatique Nord-est du bassin Parisien, caractérisée par un ensoleillement médiocre, une pluviométrie moyenne régulièrement répartie au cours de l'année et un hiver froid (3 °C).
Pour la période 1971-2000, la température annuelle moyenne est de 10,7 °C, avec une amplitude thermique annuelle de 14,9 °C. Le cumul annuel moyen de précipitations est de 707 mm, avec 11,5 jours de précipitations en janvier et 7,9 jours en juillet. Pour la période 1991-2020, la température moyenne annuelle observée sur la station météorologique la plus proche, située sur la commune de Creil à 11 km à vol d'oiseau, est de 11,2 °C et le cumul annuel moyen de précipitations est de 662,2 mm,. Pour l'avenir, les paramètres climatiques de la commune estimés pour 2050 selon différents scénarios d'émission de gaz à effet de serre sont consultables sur un site dédié publié par Météo-France en novembre 2022.

## Urbanisme

### Typologie
Au 1er janvier 2024, Villers-Saint-Frambourg-Ognon est catégorisée commune rurale à habitat dispersé, selon la nouvelle grille communale de densité à sept niveaux définie par l'Insee en 2022.
Elle est située hors unité urbaine. Par ailleurs la commune fait partie de l'aire d'attraction de Paris, dont elle est une commune de la couronne,. Cette aire regroupe 1 929 communes,.

### Voies de communication et transports
La commune est desservie, en 2023, par les lignes 641 et 6221 du réseau interurbain de l'Oise.

## Toponymie
Le nom de la commune nouvelle, choisi au terme d'une consultation des habitants des deux villages, est la concaténation des dénominations des deux communes qui ont décidé de fusionner.
Villers, du latin villaris, dérivé de villa (« ferme »).
Saint-Frambourg  est un hagiotoponyme qui désigne le collateur de la paroisse qui était le chapitre de la collégiale Saint-Frambourg de Senlis.

## Histoire
Résultant de la fusion des communes de Villers-Saint-Frambourg et Ognon, la commune nouvelle de Villers-Saint-Frambourg-Ognon a pour origine un arrêté préfectoral en date du 28 septembre 2018, sa création est effective à partir du 1er janvier 2019, avec Villers-Saint-Frambourg pour chef-lieu.

## Politique et administration

### Rattachements administratifs et électoraux
La commune se trouve  dans l'arrondissement de Senlis du département de l'Oise.
Pour les élections départementales, la commune fait partie du canton de Pont-Sainte-Maxence, qui, depuis le redécoupage cantonal de 2014 en France n'est plus qu'une circonscription électorale.
.Pour les élections législatives, elle fait partie de la quatrième circonscription de l'Oise.

### Intercommunalité
Villers-Saint-Frambourg-Ognon est membre de la Communauté de communes Senlis Sud Oise,  un établissement public de coopération intercommunale (EPCI) à fiscalité propre auquel appartenaient les deux communes avant leur fusion.

### Communes déléguées
| Nom                             | Code Insee | Intercommunalité   | Superficie (km2) | Population (dernière pop. légale) | Densité (hab./km2) |
| ------------------------------- | ---------- | ------------------ | ---------------- | --------------------------------- | ------------------ |
| Villers-Saint-Frambourg (siège) | 60682      | CC Senlis Sud Oise | 9,72             | 557 (2016)                        | 57                 |
| Ognon                           | 60475      | CC Senlis Sud Oise | 4,82             | 160 (2016)                        | 33                 |

### Liste des maires
| Période      | Période                       | Identité       | Étiquette | Qualité                                                            |
| ------------ | ----------------------------- | -------------- | --------- | ------------------------------------------------------------------ |
| janvier 2019 | En cours (au 11 janvier 2019) | Laurent Nocton |           | Chirurgien-dentiste Maire de Villers-Saint-Frambourg (2014 → 2018) |

## Population et société

### Démographie
| 1968 | 1975 | 1982 | 1990 | 1999 | 2006 | 2011 | 2016 |
| ---- | ---- | ---- | ---- | ---- | ---- | ---- | ---- |
| 503  | 573  | 635  | 734  | 715  | 728  | 722  | 717  |

### Enseignement
Les enfants de la commune sont scolarisés au sein d'un regroupement pédagogique intercommunal qui regroupe Barbery, Montépilloy et Villers-Saint-Frambourg-Ognon.

### Autres équipements
- Une bibliothèque est aménagée en 2018/2019 dans l'ancien presbytère de Villers-Saint-Frambourg[22].
- Un city-stade est aménagé en 2018, derrière la mairie et l'école de Villers-Saint-Frambourg[22].

## Culture locale et patrimoine

### Lieux et monuments
- Église Saint-Martin d'Ognon.

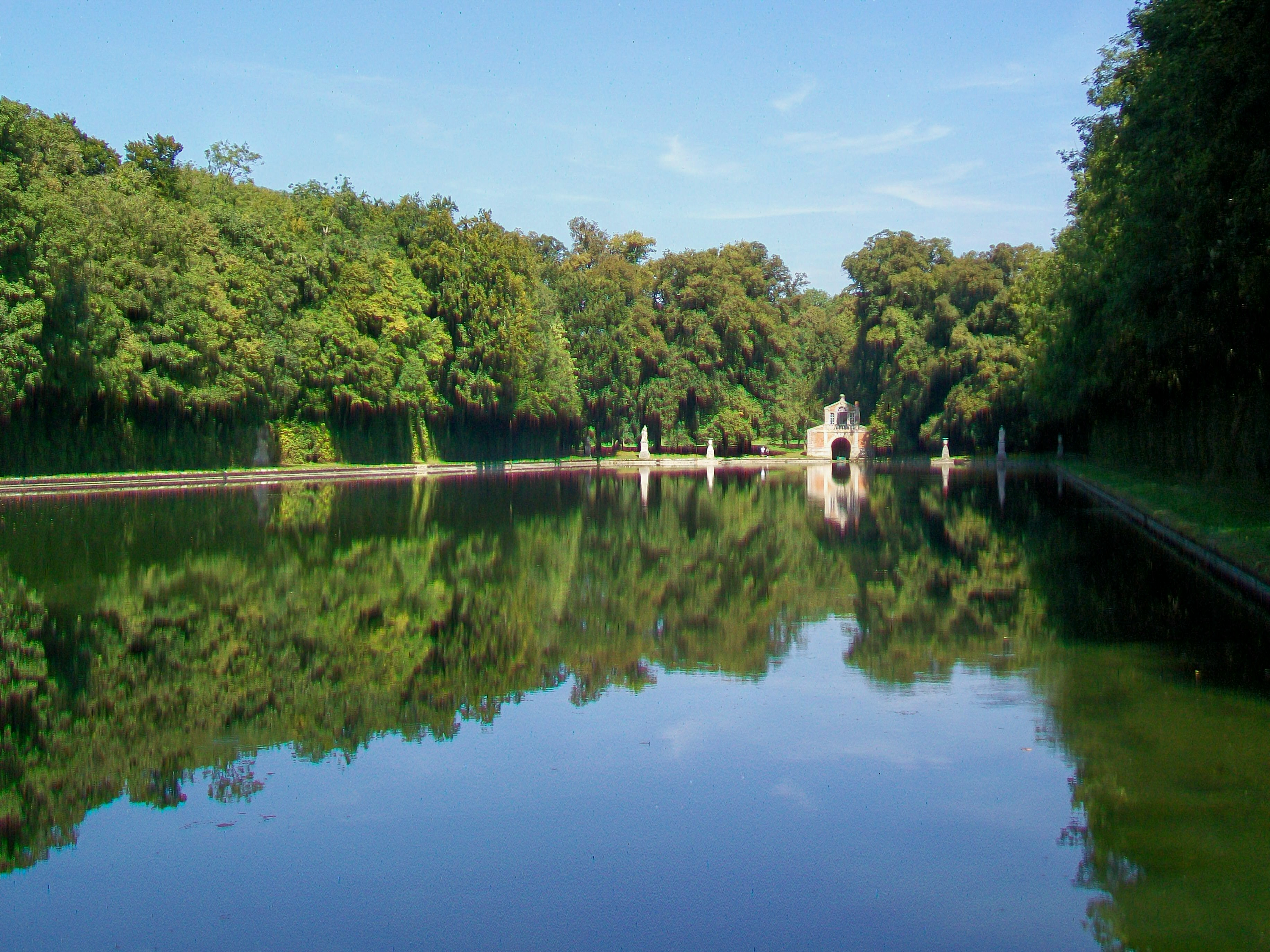
Le miroir d'eau du château d'Ognon.

- Temple gallo-romain de la forêt d'Halatte.
- Château d'Ognon.

### Personnalités liées à la commune
- Ernest-Antoine Seillière, chef d'entreprise, ancien président du CNPF puis du MEDEF, conseiller municipal d'Ognon entre les années 1970 et 2008[23].